# El Toro, Chihuahua
El Toro är en ort i Mexiko.   Den ligger i kommunen Valle de Zaragoza och delstaten Chihuahua, i den nordvästra delen av landet, 1 100 km nordväst om huvudstaden Mexico City. El Toro ligger 1 323 meter över havet och antalet invånare är 114.
Terrängen runt El Toro är platt åt nordost, men åt sydväst är den kuperad.  Trakten runt El Toro är nära nog obefolkad, med mindre än två invånare per kvadratkilometer. Närmaste större samhälle är Boquilla de Babisas, 19,4 km öster om El Toro. Omgivningarna runt El Toro är i huvudsak ett öppet busklandskap.